# Јерменија на Светском првенству у атлетици на отвореном 2017.
Јерменија је учествовала на Светском првенству у атлетици на отвореном 2017. одржаном у Лондону од 4. до 13. августа, тринаести пут, односно учествовала је под данашњим именом на свим првенствима од 1993. до данас. Репрезентацију Јерменије представљао је један атлетичар која се такмичио у трци на 400 м.,.
На овом првенству Јерменија није освојила ниједну медаљу, али постигнут је један најбољи лични резултат сезоне.

## Резултати

### Мушкарци
| Атлетичар      | Дисциплина | Лични рекорд | Квалификације | Квалификације | Полуфинале           | Полуфинале           | Финале               | Финале        | Детаљи                                  |
| Атлетичар      | Дисциплина | Лични рекорд | Резултат      | Место         | Резултат             | Место                | Резултат             | Место         | Детаљи                                  |
| -------------- | ---------- | ------------ | ------------- | ------------- | -------------------- | -------------------- | -------------------- | ------------- | --------------------------------------- |
| Нарек Гукасјан | 400 м      | 49,16        | 49,70 ЛРС     | 9 У ГР. 3     | Није се квалификовао | Није се квалификовао | Није се квалификовао | 49. / 49 (52) | Архивирано на веб-сајту (7. април 2018) |